# Thomas Shardelow
Thomas Shardelow (n. 11 noiembrie 1931, Durban, Uniunea Africii de Sud – d. 3 iulie 2019, Cape Town, Africa de Sud) a fost un ciclist de performanță ce a reprezentat Africa de Sud, medaliat olimpic. A participat la 2 ediții ale Jocurilor Olimpice (1952, 1956) în care a câștigat o medalie de argint.